# Otávio Tarquínio de Sousa
Otávio Tarquínio de Sousa (Rio de Janeiro, 7 de setembro de 1889 — 22 de dezembro de 1959) foi um escritor e historiador brasileiro.

## Biografia
Filho do advogado, professor de direito e publicista Bráulio Tarquínio de Sousa Amaranto e de Joana Oliveira de Sousa, ambos pernambucanos. Era neto do político e jurista potiguar Tarquínio Bráulio de Sousa. Em 1932 tornou-se um dos ministros do Tribunal de Contas da União, aposentando-se em 1946. Junto de importantes intelectuais brasileiros surgidos na década de 1930, como Gilberto Freyre, Caio Prado Júnior e Sérgio Buarque de Holanda, Tarquínio elaborou estudos sobre a história brasileira, trazendo novos conceitos para a historiografia. Segundo Sergio Buarque, Tarquínio "quis abordar a História a partir dos homens que fizeram a História". Tornou-se membro do Instituto Histórico de Petrópolis.
Foi casado, a primeira vez, com a escultora Maria de Lourdes Alves e, a segunda vez, com a escritora Lúcia Miguel Pereira, que faleceu com o marido no desastre aéreo de Ramos. Os corpos do casal foram sepultados no  Cemitério São João Batista no Rio de Janeiro. 
Alceu Amoroso Lima escreveu comovida crônica sobre o casal, publicada no livro Companheiros de Viagem e Carlos Lacerda publicou crônica A última flor para Lúcia e Otávio, incluída no livro Em vez.

## Obras
Sua mais importante obra é História dos Fundadores do Império do Brasil (1957), dividida em dez volumes com as biografias de Diogo Antonio Feijó, Evaristo da Veiga, José Bonifácio, Bernardo Pereira de Vasconcelos e A vida de D. Pedro I.
Escreveu também: Monólogo das Cousas (1914), A Mentalidade da Constituinte (1931), Ernesto Psichari, Neto de Renan (1934), História de Dois Golpes de Estado (1939), História do Brasil 1500-1822 (1944 - Obra em parceria com Sérgio Buarque de Hollanda), O Pensamento Vivo de José Bonifácio (1945),  De Várias Províncias (1952), Fatos e Personagens em Torno de Um Regime (1957), Três Golpes de Estado (1957).